# IC 1637
IC 1637 — галактика типу SBc () у сузір'ї Скульптор.
Цей об'єкт міститься в оригінальній редакції індексного каталогу.